# Warszawianka (piłka ręczna)
KS Warszawianka – sekcja piłki ręcznej Klubu Sportowego Warszawianka założona w 1926 roku.

## Historia Sekcji Piłki Ręcznej KS Warszawianka[1]

### Lata 1926-1939

#### Hazena
Szczypiorniak na Warszawiance narodził się w 1926 roku. Po raz pierwszy w tę dyscyplinę grywały w tym klubie panie. Ta nowa na ówczesne czasy dyscyplina pochodziła z Czech. Jej nazwa wywodziła się od słowa hazet oznaczającego w języku czeskim rzucać. Pierwszą ekipę żeńską tworzyły Krenerówna, Kozłowska, Halber, Wierzbowska, Fidzińska-Kaflińska, Kurzawianka,Leśnicka. Niestety nie odnosiły one sukcesów, w związku z czym drużyna przestała funkcjonować.

#### Narodziny sekcji męskiej
Pierwszą drużynę szczypiornistów sformowano z piłkarzy nożnych, którzy nie zakwalifikowali się do pierwszego składu. Wśród nich był m.in. Jerzy Ketz, jeden z najwszechstronniejszych zawodników Warszawianki, odnoszący sukcesy także w lekkoatletyce. Już w 1934 roku piłkarze ręczni Warszawianki zdobyli tytuł Mistrza Warszawy, co niegdyś równało się Mistrzostwu Polski. W przeciwieństwie do piłkarzy nożnych szczypiorniści nie mieli wahań formy i aż do wybuchu wojny utrzymywali się w ekstraklasie.

### Lata 1955-1989
Powojenny czas nie był łaskawy dla chcących grać w piłkę ręczna w Warszawie. Sekcji piłki ręcznej nie było ani na Akademii Wychowania Fizycznego,ani na Politechnice Warszawskiej. Młodzież znalazła opiekę w zrzeszeniu „Start”w 1955 roku.  Ze zrzeszenia droga wiodła do kola sportowego przy spółdzielni „Astra”. Pierwszym trenerem został M.Kamiński, a kierownikiem zespołu W.Bitshman. Ostatecznie drużynę piłkarzy ręcznych wzięła w opiekę Varsovia w 1957 roku, a w 1960 szczypiorniści grali jako Warszawianka.  Wówczas trenerem został były kapitan drużyny – J.Jaworski. Już pierwszym sezonie zespół zdobył I miejsce w I lidze pokonując m.in. Grunwald Poznań, a także AZS-y z Krakowa i Gdańska. W 1964 roku noszono się z zamiarem likwidacji sekcji z powodu braku wyników. Ostatecznie nie zdecydowano się na ten krok, ze względu na zdobycie tytułu Mistrza Polski przez grupę juniorów. Zwycięski skład tworzyli: Nowiński, Kowalczyk. Ostatecznie w 1966 roku seniorzy powrócili do ekstraklasy.  Prowadził ich wtedy Jacek Zglinicki, lecz z powodu braku miejsca do przeprowadzania treningów (hala Gwardii została poddana remontowi) nie dane mu było utrzymać formę zespołu.
Sytuacja sekcji poprawiła się na początku lat 70, kiedy została oddana go użytku nowa hala przy ulicy Merliniego. Dzięki temu młodzież miała miejsce, w którym mogłaby trenować. W 1979 roku ponownie sukces odnieśli juniorzy zdobywając brązowy medal Mistrzostw Polski. Seniorzy grali wówczas w I lidze. W latach 80 sekcja nie odnosi sukcesów w kategorii seniorów. Gra w III lidze, z której awansuje dopiero w 1989 roku z trenerem Zygmuntem Piwowarskim.

### Lata 1989-2009

#### Warszawianka TOP 2000
Największe sukcesy seniorów Warszawianki przypadły na lata 90. W 1989 wraz z Zygmuntem Piwowarskim awansowali z III do II ligi (wówczas była jedynie I, nie było ekstraklasy).Zespół został objęty przez Bogdana Kowalczyka i ostatecznie w 1992 roku Warszawianka awansowała do ekstraklasy na długo. Następnie wymieniono szkoleniowca na Jacka Zglinickiego. Jego podopieczni zdobyli w 1993 roku III miejsce w Mistrzostwach Polski, zaś w 1994 sięgnęli po srebro a także po Puchar Polski.Po trenerze Zglinickim szczypiornistów przejął na krótko Stefan Wrześniewski, a po nim Jarosław Cieślikowski i ponownie Bogdan Kowalczyk. W 1999 roku zespół znów zajmuje III miejsce na Mistrzostwach Polski i nadal utrzymuje się w superlidze. W latach 2001–2004 głównym trenerem jest znów Jarosław Cieślikowski. W 2002 roku Warszawianka ponownie zdobywa srebrny medal Mistrzostw Polski oraz Puchar Polski. Mimo sukcesów, sekcja została rozwiązana w 2004 roku powodu finansowych klubu. W okresie lat 90 i na początku XXI wieku w składzie Warszawianki grywało wielu wybitnych zawodników, zasilających także szeregi Reprezentacji Narodowej. Byli to m.in. Paweł Rydz, Sławomir Smółka, Piotr Obrusiewicz, Paweł Albin, Robert Lis, Janusz Surmacz, Piotr Badowski, Sławomir Szmal, Rafał Kuptel, Marcin Wichary, Grzegorz Tkaczyk.

#### Młodzicy i juniorzy
Nie tylko seniorzy odnosili w tamtym czasie sukcesy. Zespół młodzików, a później juniorów prowadzony od początku przez Tomasza Porzezińskiego dorównywał swoimi osiągnięciami starszym kolegom z klubu. Zespół miał na koncie kilka wygranych olimpiad młodzieżowych. W 2001 roku jako młodzicy sięgnęli po złoty medal Mistrzostw Polski. W 2003 i 2004 wywalczyli srebro, w 2005 brąz. Oprócz tego zawodnicy wystąpili na turniejach w Klagenfurcie, Karvinie oraz Bratysławie, zdobywając wszędzie III miejsce. W 2006 roku ekipa Tomasza Porzezińskiego awansowała z II do I ligi. Zespół z sezonu na sezon stawał się coraz mocniejszy. W sezonie 2008/2009 zajął III miejsce w tabeli I ligi ulegając jedynie Nielbie Wągrowiec i Śląskowi Wrocław. Niestety nie dane było mu zawalczyć o awans do ekstraklasy, gdyż z powodów finansowych klubu sekcja została rozwiązana.

#### Reaktywacja 2012
W 2012 postanowiono reaktywować Sekcję Piłki Ręcznej. I trenerem został Tomasz Porzeziński, II Paweł Rydz, kierownikiem zespołu Tomasz Kamieński. W sezonie 2012/2013 zespół z łatwością przeszedł przez rozgrywki ligowe, ocierając się o awans i zajmując ostatecznie II miejsce w tabeli. W sezonie 2013/2014 drużyna zajęła II miejsce w 3 grupie II ligi po rundzie zasadniczej. W barażach zawodnicy pokonali zespoły MKS Grudziądz oraz AZS UW Handball Team i awansowali do I ligi zajmując na koniec rozgrywek piąte miejsce. W sierpniu 2015 zespół seniorów występujący w I lidzie został wycofany z rozgrywek decyzją zarządu klubu. Powodem był brak funduszy na kontynuowanie działalności i wynikający z tego konflikt zawodników z zarządem.

#### Reaktywacja 2016
We wrześniu 2016 r. Tomasz Porzeziński zdecydował się na poprowadzenie ekipy seniorów Warszawianki po raz trzeci, tym razem zaczynając od III ligi. Po udanym sezonie 2016/2017 ponownie doprowadził do awansu swojego zespołu, który nie poniósł żadnej porażki w rozgrywkach.

## Sukcesy Sekcji Piłki Ręcznej Warszawianka
| Złoty Medal Mistrzostw Polski | Kategoria Wiekowa | Trener             |
| ----------------------------- | ----------------- | ------------------ |
| 1964                          | Juniorzy          | J.Jawarski         |
| 2001                          | Młodzicy          | Tomasz Porzeziński |

| Srebrny Medal Mistrzostw Polski | Kategoria Wiekowa | Trener                |
| ------------------------------- | ----------------- | --------------------- |
| 1994                            | Seniorzy          | Jacek Zglinicki       |
| 2002                            | Seniorzy          | Jarosław Cieślikowski |
| 2003                            | Juniorzy          | Tomasz Porzeziński    |

| Brązowy Medal Mistrzostw Polski | Kategoria Wiekowa | Trener                |
| ------------------------------- | ----------------- | --------------------- |
| 1979                            | Juniorzy          | Józef Drozdowicz      |
| 1993                            | Seniorzy          | Jacek Zglinicki       |
| 1995                            | Juniorzy          | Jarosław Cieślikowski |
| 1999                            | Seniorzy          | Bogdan Kowalczyk      |
| 2004                            | Juniorzy          | Tomasz Porzeziński    |
| 2005                            | Juniorzy          | Tomasz Porzeziński    |

| Puchar Polski | Trener                |
| ------------- | --------------------- |
| 1994          | Jacek Zglinicki       |
| 2002          | Jarosław Cieślikowski |